# گاوکچ علیا
گاوکچ علیا(به کردی: گاوەکەچ سەروو، Gawekeç serû) روستایی از توابع بخش زیویه در شهرستان سقز است که در استان کردستان ایران قرار دارد.

## جمعیت
این روستا در دهستان خورخوره واقع شده و براساس سرشماری سال ۱۳۸۵، جمعیت آن ۱۳۴ نفر (۲۶ خانوار) بوده‌است.